# 1936 au Canada
Pour un article plus général, voir Chronologie du Canada.
Cet article traite des événements qui se sont produits durant l'année 1936 au Canada.

## Événements
- 12 avril : effondrement de la Mine d'or Moose River en Nouvelle-Écosse (en). L'événement donnera lieu au premier reportage en direct à la radio au Canada.

### Politique

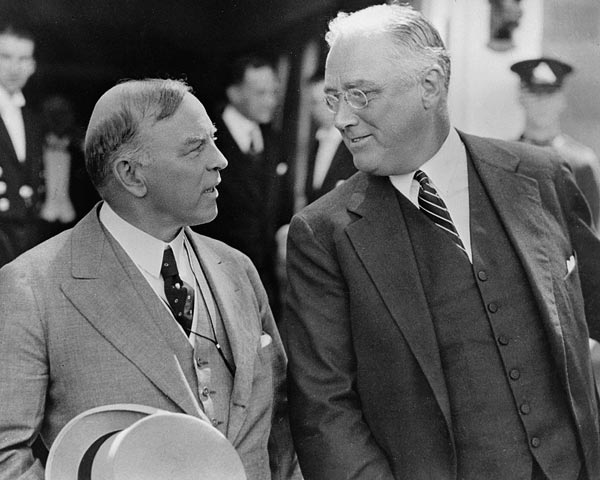
Rencontre du premier ministre King avec le président américain Franklin Delano Roosevelt en juillet 1936

- 20 janvier : Édouard VIII devient roi du Canada.

- 11 juin : Louis-Alexandre Taschereau démissionne après qu’une enquête sur les comptes publics l’eut incriminé. Le libéral Adélard Godbout devient Premier ministre du Québec jusqu'en août 1936.
- 26 juillet : inauguration du Mémorial de Vimy en France en souvenir de la Bataille de Vimy.
- 17 août : élection générale québécoise de 1936, l'Union nationale dirigé par Maurice Duplessis remporte cette élection.

- 26 août : Maurice Duplessis (U.N.) devient Premier ministre du Québec jusqu'en novembre 1939. Le gouvernement de Duplessis adopte la Loi des pensions de vieillesse.

- 2 novembre : fondation de la Société Radio-Canada.

- 18 novembre, presse : The Globe fusionne avec The Mail and Empire pour former The Globe and Mail.

- 11 décembre : abdication de Édouard VIII, George VI devient roi du Canada.

### Sport

#### Hockey
- Fin de la Saison 1935-1936 de la LNH suivi des Séries éliminatoires de la Coupe Stanley 1936. Les Red Wings de Détroit remportent la Coupe Stanley contre les Maple Leafs de Toronto.
- Les Nationals de Western Toronto remportent la Coupe Memorial 1936.
- Début de la Saison 1936-1937 de la LNH.

#### Cyclisme
- Unique édition des Six Jours d'Ottawa

#### Jeux olympiques
- Canada aux Jeux olympiques d'hiver de 1936
- Canada aux Jeux olympiques d'été de 1936

#### Autres
- Création du Trophée Lou Marsh qui est remis annuellement à l'athlète par excellence au Canada. Le premier récipiendaire est Phil Edwards.

### Économie
- Adoption de la monnaie bilingue.
- La Compagnie de la Baie d'Hudson rachète son concurrent Révillon Frères.

### Science
- Maude Abbott rédige l'ouvrage The Atlas of Congenital Cardiac Disease.

### Culture
- Prix du Gouverneur général 1936.
- Fondation des Variétés lyriques à Montréal présentant des œuvres lyriques et opérettes.
- Alys Robi est engagé par la troupe de Rose Ouellette. Sa carrière de chanteuse va prendre beaucoup d'ampleur.

#### Livre
- Les aspects de Clovis Duval.

### Religion
- 22 février : érection de l'Archidiocèse de Moncton.
- Notre Dame de l'Assomption est proclamée patronne des acadiens.

## Naissances
- 9 février : Stompin' Tom Connors, auteur-compositeur-interprète.
- 21 mars : Ed Broadbent, homme politique et chef du parti néo-démocrate.
- 24 mars : David Suzuki, généticien.
- 21 avril : Reggie Fleming, joueur de hockey sur glace.
- 10 mai : John Ostashek, premier ministre du yukon.
- 14 mai : Aline Chaîné, femme de Jean Chrétien.
- 15 mai : Milan Kymlicka, compositeur.
- 7 novembre : Audrey McLaughlin, femme politique.

## Décès
- 8 janvier : John Augustus Barron, homme politique.
- 10 janvier : Walter Maxfield Lea, premier ministre de l'Île-du-Prince-Édouard.
- 20 janvier : George V, roi du Canada.
- 29 avril : Élisabeth Bergeron, sœur religieuse.
- 7 mai : Isidore-Noël Belleau, homme politique québécois.
- 6 juillet : Peter Veniot, premier ministre du Nouveau-Brunswick.
- 3 octobre : William Arthur Parks, géologue.
- 29 octobre : Tobias Crawford Norris, premier ministre du Manitoba.